# Serrabrycon
Serrabrycon is een monotypisch geslacht van straalvinnige vissen uit de familie van de karperzalmen (Characidae).

## Soort
- Serrabrycon magoi Vari, 1986